# Smite
 (août 2013).
Si vous disposez d'ouvrages ou d'articles de référence ou si vous connaissez des sites web de qualité traitant du thème abordé ici, merci de compléter l'article en donnant les références utiles à sa vérifiabilité et en les liant à la section « Notes et références ».
Smite est un jeu vidéo d'arène de bataille en ligne multijoueur en vue à la troisième personne où les joueurs incarnent des divinités. Développé par Hi-Rez Studios, le jeu est sorti le 25 mars 2014. Le jeu applique un modèle économique free to play.
Le cross-play réunit toutes les plateformes existantes (PS4, Xbox one, PC, Switch)
Smite a aussi un système de coffres permettant d’acheter des apparences de personnages « skin » qui ne cesse d’augmenter d’année en année.

## Système de jeu

### Généralités
Le joueur incarne un dieu avec des attaques et des compétences uniques, à travers une vue à la troisième personne. Son but avec son équipe est de détruire le Titan ennemi. Pour cela, les joueurs doivent emprunter des couloirs afin d'avancer dans la carte et détruire les défenses ennemies, composées de tourelles et de phénix, pour affronter le Titan. Tout le long de la partie, des sbires apparaissent dans chaque couloir, permettant l'avancée dans les remparts adverses. Afin de mener à bien son objectif, le joueur devra acheter de l'équipement qui augmentera ses statistiques mais aussi se renforcer par le biais d'un système d'expérience. Le jeu possède plusieurs aspects stratégiques qui requièrent une bonne cohésion de groupe et communication dans l'équipe afin de gagner.
Le jeu propose de jouer en ligne contre des joueurs, contre des ordinateurs avec d'autres joueurs, ou bien de s’entraîner seul ou avec des amis. Il est également possible de créer des parties personnalisées.

### Modes de jeu
Actuellement, le jeu propose de jouer dans neuf modes de jeu différents :
- Conquête (5v5)

Une carte parfaitement symétrique, opposant deux équipes de cinq joueurs. On retrouve trois chemins : la droite, le milieu et la gauche. Ceux-ci sont séparés par des jungles où l'on trouve des monstres qui octroient des bonus.
Les jungles contiennent trois grands monstres propres à ce mode, offrant des bonus de puissance, beaucoup d'or et d'expérience ou d'autres bonus plus divers.

L'équipe qui détruit le Titan ennemi gagne la partie.
- Arène (5v5)

Dans ce mode, l'objectif est différent. Lorsque la partie commence, chaque équipe de cinq joueurs possèdent 500 points. Tuer un ennemi enlève 5 points à l'équipe adverse. Tuer le dernier sbire ennemi de la vague enlève 1 point à l'équipe adverse et aider un sbire allié à se rendre au bout de la carte, jusqu'à un portail situé devant le point d'apparition de l'équipe adverse, enlève 1 point à l'équipe adverse.
Quand une équipe réussit à tuer 10 dieux, un mastodonte apparaît alors. Il est plus résistant qu'un sbire mais n'attaque pas. Il suit le trajet normal mais est susceptible d'arrêter s'il est grandement attaqué.

L'équipe qui réussit à diminuer le score de l'équipe adverse à 0 gagne la partie.
- Assaut (5v5)

En Assaut, chaque joueur se voit attribuer un personnage de façon aléatoire parmi tous ceux du jeu. La carte ne comporte qu'un seul chemin, et chaque équipe dispose de deux tourelles et d'un phénix. Il est impossible d'acheter des objets au magasin une fois en dehors du point de réapparition, il faut attendre ainsi sa prochaine mort puisqu'il est aussi impossible de s'y téléporter contrairement aux autres modes de jeu. 

L'équipe qui détruit le Titan ennemi gagne la partie.
- Joute (3v3) ou Duel (1v1)

La Joute est constituée d'un couloir unique dans lequel les sbires progressent continuellement, opposant deux équipes de trois. D'autres chemins reliés au couloir donnent accès à la jungle. La carte possède un seul grand monstre offrant un bonus de puissance et ainsi qu'un bonus qui handicape l'équipe adverse. 

L'équipe qui détruit le Titan ennemi gagne la partie.
Il existe aussi une variante en classé, Duel, qui oppose seulement deux joueurs ennemis.
- Siège (4v4)

Deux chemins séparés par une grande jungle relient les Titans des deux équipes. En tuant des sbires et des dieux, les équipes gagnent des points qui permettent de faire arriver un engin de siège une fois que le score atteint 100. Il est, comme le mastodonte d'Arène, plus résistant, mais attaque les ennemis devant lui. Au centre se trouve un monstre qui fait apparaître un engin de siège pour l'équipe qui l'a vaincu. Lorsqu'un engin de siège se trouve sur la carte, l'équipe qui le possède peut se téléporter dessus grâce à un portail se trouvant dans leur base. 

L'équipe qui détruit le Titan ennemi gagne la partie.
- Mode du Jour

Le Mode du Jour correspond à un mode de jeu modifié tous les jours, réunissant des caractéristiques uniques par rapport aux parties classiques : tantôt seulement avec des dieux égyptiens sur la carte Arène, tantôt seulement avec des dieux grecs sur la carte Assaut, tantôt avec énormément d'or dès le début de la partie et le niveau au maximum. 

L'équipe qui détruit le Titan ennemi gagne la partie.
- Conflit (5v5)

Une carte à l'allure égyptienne avec deux grandes allées principales et avec un regroupement des deux allées au centre. On trouve un grand monstre puissant, Apophis,présent au centre de la carte et qui octroie un bonus collectif. Les joueurs ont toujours accès à une jungle, mais plus petite. 

L'équipe qui détruit le Titan ennemi gagne la partie.
- Aventure (N'existe plus)

Un mode inédit et totalement différent des autres modes. Modifié toutes les six semaines, ce mode permet d'explorer une nouvelle manière de jouer. On peut par exemple explorer des cavernes pour effectuer des objectifs, faire de la capture de drapeau, du tower defense ou des courses de voitures.

## Types de partie
Il existe trois façons de jouer à Smite :
- En Non-Classé : Les joueurs jouent contre d'autres joueurs humains afin de gagner des faveurs (monnaie du jeu), des disciples (expérience avec un dieu permettant de monter en niveau avec celui-ci) et de l'expérience (pour monter en niveau de profil). Les joueurs jouent sans prise de tête. La sélection de dieux se déroule normalement : chaque équipe choisit son Dieu (parmi plusieurs classes) sans voir ceux des ennemis.

Les modes de jeu disponibles sont l'Arène, la Joute (3v3), la Conquête, le Conflit, le Mode du Jour, le Siège et l'Aventure.
- En Classé : Les joueurs jouent pour, en plus des faveurs, des disciples et de l'expérience, se classet le plus haut dans un classement. Ils peuvent gagner en titre pour aller jusqu'au maximum au rang de "Grand-Maître" mais peuvent également être rétrogradés. La recherche de partie se fait notamment à partir de ces rangs. À la fin de chaque saison (printemps, été, automne dans l'ordre), le classement se fige temporairement et les joueurs se voient remettre des récompenses exclusives selon leurs performances. Ces saisons sont regroupées en grande Saison, et chaque grande Saison réinitialise le classement. La sélection de dieux est différente de celle en Non-Classé: le joueur en tête de l'équipe bannit des dieux. Ensuite, à tour de rôle, chaque joueur choisit son dieu. Tout le monde peut voir qui choisit qui et on ne peut pas prendre le même dieu que l'ennemi.

Les modes de jeu disponibles sont la Conquête (nécessite d'avoir au moins 18 dieux maîtrisés au niveau 1 et d'être au niveau 30), la Joute 3v3 (nécessite d'avoir au moins 12 dieux maîtrisés et d'être au niveau 30) et le Duel 1v1 (aucune restriction).
- En Coop contre l'IA et Entraînement : Les joueurs jouent pour s'entraîner ou pour s'amuser. Les récompenses sont moindres et les ennemis sont contrôlés par l'ordinateur. Le système est similaire à celui du non-classé mais les modes Siège, Match du Jour et Aventure sont absents.

## Les Dieux
Il existe au total 127 dieux jouables, venant de 16 panthéons, mythologies et légendes différents.

### Dieux

#### Grecs
- Aphrodite
- Apollon
- Atlas
- Arachné
- Arès
- Artémis
- Athéna
- Cerbère
- Charon
- Charybde
- Chiron
- Chronos
- Hades
- Méduse
- Martichoras
- Nemesis
- Poséidon
- Scylla
- Thanatos
- Zeus
- Niké
- Achille
- Héra
- Perséphone

#### Égyptiens
- Anhour
- Anubis
- Bastet
- Geb
- Horus
- Isis
- Khepri
- Neith
- Osiris
- Râ
- Serqet
- Seth
- Sobek
- Thot

#### Nordiques
- Fafnir
- Fenrir
- Freyja
- Heimdallr
- Hel
- Loki
- Sol
- Odin
- Thor
- Tyr
- Ullr
- Ymir
- Ratatoskr
- Skadi
- Jörmungandr

#### Chinois
- Ao Kuang
- Hou Yi
- Chang'e
- Guan Yu
- He Bo
- Ne Zha
- Nu Wa
- Sun Wukong
- Xing Tian
- Zhong Kui
- Jing Wei
- Erlang Shen
- Da Ji
- Mulan
- Yu Huang

#### Hindous
- Agni
- Bakasura
- Ganesh
- Kali
- Kumbhakarna
- Rama
- Ravana
- Vamana
- Shiva

#### Romains
- Bacchus
- Cupidon
- Hercule
- Janus
- Mercury
- Sylvanus
- Vulcan
- Nox
- Bellona
- Terra
- Discordia

#### Maya
- Ah Muzen Cab
- Ah Puch
- Awilix
- Cabrakán
- Camazotz
- Chaac
- Hun Batz
- Ix Chel
- Kukulkan
- Xbalanque

#### Japonais
- Hachiman
- Amaterasu
- Raijin
- Susano
- Izanami
- Kuzenbo
- Tsukuyomi
- Danzaburou

#### Celtiques
- Morrigan
- Cernunnos
- Artio
- Cliodhna
- Cù Chulainn

#### Slaves
- Tchernobog
- Baba Yaga

#### Vaudou
- Baron Samedi

#### Polynésie
- Pélé

- Maui

#### Arthurienne
- Roi Arthur
- Merlin

- Fée Morgane
- Lancelot

#### Yoruba
- Olorun
- Yemoja

#### Les Grands Anciens
- Cthulhu

#### Babylonien
- Tiamat

- Gilgamesh

- Ishtar

#### Autres
- Manticore : Anciennement présent en tant que Bot d'entraînement et Mastodonte d'Arène.

### Classes
Chaque dieu fait partie d'une classe de personnages, parmi 5.
- Assassin: personnage rapide et discret, il inflige beaucoup de dégâts physiques au corps à corps. Néanmoins, il est fragile et plutôt faible en point de vie.
- Chasseur: personnage infligeant des dégâts physiques à distance. Il se renforce au fur et à mesure de la partie et à la fin, domine la partie par sa puissance obtenue par son équipement.
- Guerrier: personnage polyvalent, qui possède une bonne résistance et des dégâts physiques au corps à corps modérés. Il est celui qui mène généralement les combats d'équipe et qui sert d'éclaireur.
- Gardien: personnage très résistant avec beaucoup de points de vie. Il protège le carry, encaisse les coups et l'assiste pour tuer les ennemis en debut de partie. Ses dégâts magiques au corps à corps sont faibles, il assure donc la protection de son équipe.
- Mage: personnage avec des dégâts magiques à distance possédant un arsenal puissant de compétences magiques. Ces compétences infligent généralement d'énormes dégâts. Mais le mage est lent et très fragile. Leurs attaques de base sont généralement à distance mais certains possèdent des attaques de base au corps à corps.